# Hundert Schulen
Hundert Schulen (諸子百家 / 诸子百家,  zhūzǐ bǎijiā,  chu-tzu pai-chia) ist ein Sammelbegriff für verschiedene chinesische philosophische Denkströmungen, welche im China des 6. Jahrhunderts v. Chr., zur Zeit der Frühling- und Herbstperiode, aufkamen und bis ins 3. Jahrhundert v. Chr., zur Zeit der Streitenden Reiche, Einfluss auf Politik und Gesellschaft ausübten. Mit dem Aufstieg der Qin-Dynastie und den darauf folgenden Bücherverbrennungen und Begrabungen von Gelehrten bei lebendigem Leibe ab dem Jahr 213 v. Chr. verloren viele Denkströmungen ihren Einfluss.

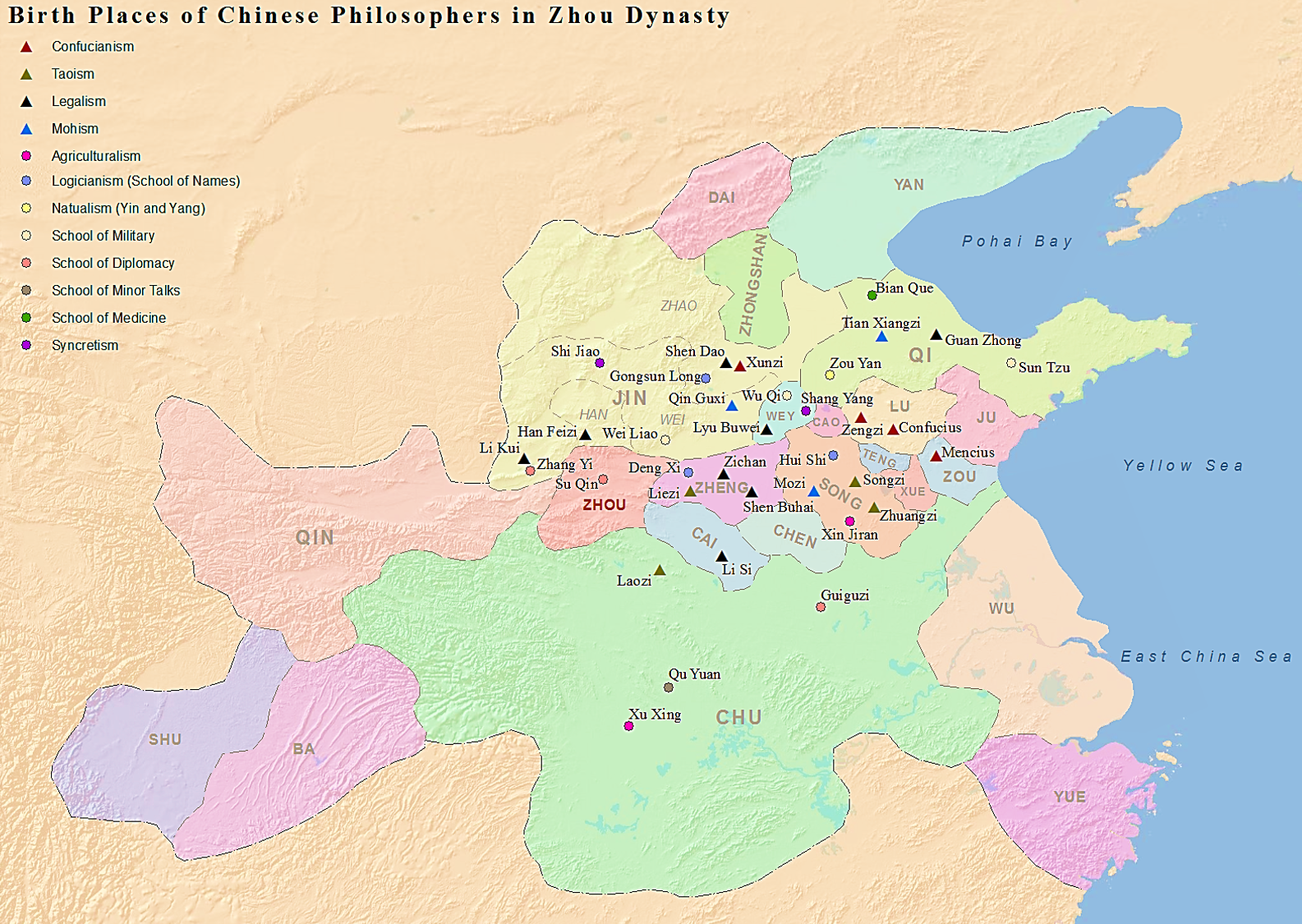
Geburtsorte wichtiger philosophischer Vertreter der Hundert Schulen zur Zeit der Zhou-Dynastie.

Der Begriff Hundert Schulen bezeichnet nicht wortwörtlich einhundert Denkströmungen, sondern wird als Synonym für „eine große Anzahl an Denkströmungen“ verwendet, ähnlich zu dem Ausruf „Zehntausend Jahre“.

## Schriftliche Quellen
Mit Ausnahme der Konfuzianisten und Mohisten handelt es sich bei den einzelnen Denkströmungen nicht um organisierte philosophische Gruppen. Einteilungen in Denkschulen erfolgten größtenteils Jahrhunderte später, um inhaltlich ähnliche, überlieferte Texte und Lehren unter einem jeweiligen Oberbegriff zusammenzufassen. Durch die Bücherverbrennungen unter Qin Shi Huang sind viele Niederschriften komplett zerstört worden, wodurch nur noch grobe Inhalte einzelner philosophischer Werke überliefert wurden.

### Aufzeichnungen des Chronisten – Shiji
In den Aufzeichnungen des Chronisten des chinesischen Historikers Sima Qian aus der frühen Han-Dynastie findet sich die erste überlieferte Auflistung einflussreicher Gelehrter der Vor-Qin-Zeit. Er unterteilte die Gelehrten in sechs übergeordnete Denkschulen: Daoismus, Konfuzianismus, Mohismus, die Schule der Namen, Legalismus und die Yin-Yang-Schule

### Geschichte der Früheren Han-Dynastie
In Geschichte der Früheren Han-Dynastie ordnete Ban Gu die Gelehrten der Vor-Qin-Zeit in Neun Strömungen und Zehn Denkschulen ein. Diese umfassen sowohl die von Sima Qian erwähnten Denkschulen als auch vier weitere: die Eklektiker-Schule, die Schule von Vereinigung und Entflechtung, die Schule der Ackerbauern, sowie die Schule der Alltäglichen Gespräche.

## Bedeutende Denkschulen
| Name                                    | Vertreter                                        | Inhalte |
| --------------------------------------- | ------------------------------------------------ | --- |
| Daoismus                                | Laozi, Zhuangzi                                  | autoritätsfeindlich, Rückwendung zur Natur, Dao                                                              |
| Konfuzianismus                          | Konfuzius, Mengzi, Xunzi                         | feudalistischer Kern, hierarchische Ordnung, Himmlisches Mandat, Riten                                       |
| Mohismus                                | Mozi                                             | gegen Feudalismus, gegen Familienethik, egalitär, asketische Züge, utilitaristisch, „allumfassende Liebe“    |
| Logiker                                 | Gongsun Longzi                                   | Mohistische Unterschule, Paradoxien                                                                          |
| Yin-yang-Schule                         | Zou Yan                                          | Grundkonzeption Yin und Yang                                                                                 |
| Legalismus                              | Guan Zhong, Han Fei                              | Über allem steht das Gesetz, vor dem Gesetz sind alle gleich, straffes Justizwesen                           |
| Schule der Namen                        | Deng Xi, Hui Shi, Gong Sunlong, Yin Wen, Song Ce | Chinesische Dialektik                                                                                        |
| Schule der Alltäglichen Gespräche       | Yu Zhu, Qu Yuan, Zi Yu                           | Themen der einfachen Bevölkerung                                                                             |
| Eklektiker-Schule                       | Lü Buwei, Liu An, Shi Jiao                       | Verbanden Prinzipien aus anderen Gedankenschulen miteinander                                                 |
| Schule von Vereinigung und Entflechtung | Gui Guzi, Zhang Yi, Su Qin                       | Strömung, die aus dem Legalismus entstand                                                                    |
| Schule der Mediziner                    | Bian Que, Qi Bo, Chun Yuyi                       | Übertragung der medizinischen Symptom-Ursache-Beziehung auf politische Angelegenheiten                       |
| Schule der Militärstrategen             | Sun Bin, Wu Qi, Wei Liao                         | Militärstrategien, Kunst des Krieges, Kriegstheorien                                                         |
| Schule der Ackerbauern                  | Xu Xing, Ji Ran                                  | Lenkung des Staates auf Grundlage der Erkenntnisse des Bauernstandes                                         |
| Schule der Gesundheit                   | Qi Bo, Chun Yuyi                                 | Weiterführung der Erkenntnisse der Schule der Medizin, „Ist das Land krank, so liegt die Ursache beim Staat“ |